# Nosegawa
Nosegawa (野迫川村?) è un villaggio giapponese della prefettura di Nara.